# Buiten de Smedenpoort
Buiten de Smedenpoort is een straat in de Belgische stad Brugge.

## Beschrijving
De Smedenpoort die in 1297-1299 werd gebouwd stond op de nieuwe tweede omwalling van de stad aan het einde van de Smedenstraat. Aan de buitenzijde van de poort liep een baan die de Gistelweg werd genoemd. Nochtans wilde de stad Brugge duidelijk aanduiden dat er nog een stukje over haar grondgebied liep (de zogenaamde paallanden langsheen de vestingen aan de buitenzijde). Dit straatstuk werd daarom van een aparte naam voorzien: Buiten de Smedenpoort. Van daar vertrok, als men de stad verliet, naar links de weg die Buiten Boeverievest heette en naar rechts de weg die gewoon Smedenvest heette, zoals de naam ook luidde voor de vest intra muros en die pas in 1989 officieel de naam Buiten Smedenvest kreeg.
De stad Brugge hield des te meer aan deze onderscheidende benaming omdat ze een woning had aangekocht en een fabriek, die bij de straat aanleunde. Het werd de woning van de directeur en de werkplaats van de 'aanplantingendienst'. Van daaruit vertrok de riante wandeling die op het einde van de negentiende eeuw als verlengde van de groendienstinstallaties met veel zorg werd aangelegd.
Albert Schouteet was van mening dat, eenmaal de fusie van Brugge en randgemeenten een feit, men de Gistelsesteenweg vanaf de Smedenpoort kon doen aanvatten en de naam 'Buiten de Smedenpoort' kon afschaffen. Dit is echter niet gebeurd en deze korte weg loopt nog steeds onder dezelfde naam van de Smedenpoort tot aan de Gistelsesteenweg.